# Burgaw
Burgaw és un poble dels Estats Units d'Amèrica i seu del comtat de Pender a l'estat de Carolina del Nord.

## Demografia
Segons el cens del 2009 Burgaw tenia 4.371 habitants.
Segons el cens del 2000 tenia 3.337 habitants, 954 habitatges i 649 famílies. La densitat de població era de 375,6 habitants per km².
Dels 954 habitatges en un 33,9% hi vivien nens de menys de 18 anys, en un 42,7% hi vivien parelles casades, en un 22,2% dones solteres, i en un 31,9% no eren unitats familiars. En el 28,6% dels habitatges hi vivien persones soles el 13,2% de les quals corresponia a persones de 65 anys o més que vivien soles. El nombre mitjà de persones vivint en cada habitatge era de 2,39 i el nombre mitjà de persones que vivien en cada família era de 2,92.
Per edats la població es repartia de la següent manera: un 18,8% tenia menys de 18 anys, un 9,2% entre 18 i 24, un 34% entre 25 i 44, un 19,9% de 45 a 60 i un 18,1% 65 anys o més.
L'edat mediana era de 37 anys. Per cada 100 dones de 18 o més anys hi havia 137,4 homes.
La renda mediana per habitatge era de 28.819 $ i la renda mediana per família de 36.813 $. Els homes tenien una renda mediana de 29.750 $ mentre que les dones 21.792 $. La renda per capita de la població era de 13.831 $. Entorn del 13% de les famílies i el 19,3% de la població estaven per davall del llindar de pobresa.

## Poblacions properes
El següent diagrama mostra les poblacions més properes.